# Русские в Чехии
Русские в Чехии — представители русского народа, проживающие в Чешской Республике. По данным Чешского Статистического Центра (ČSÚ), четвёртое по численности национальное меньшинство, около 33 тысяч человек на конец 2013 года. В опубликованных кратких данных переписи 2001 года среди крупнейших народностей страны русские не значились.
Русские — одно из национальных меньшинств, представленных в правительственном совете по нацменьшинствам; впрочем, представительство их минимально — один делегат. По данным переписи населения Чехии 2021 года, в стране проживало 25 296 русских, а с учётом лиц указавших свою вторую национальность как русский, всего 34 506 человек или 0,33 % от общей численности населения страны, шестое по численности после моравов, словаков, украинцев, вьетнамцев и поляков, национальное меньшинство Чехии. По данным переписи населения Чехии 2021 года, в стране проживало 35 785 граждан России или 0,34 % от общей численности населения страны, четвёртое место среди граждан других стран после граждан Украины, Словакии и Вьетнама.

## До Первой мировой войны
Международной популярностью, в том числе и в России, уже в XIX веке пользовался курорт Карлсбад (ныне Карловы Вары), здесь лечился ещё Н. В. Гоголь.
См. также Петропавловская церковь (Карловы Вары).

## Межвоенный период
В Чехословакии осела заметная часть послереволюционных эмигрантов из России, среди них такие известные, как Марина Цветаева, Георгий Вернадский и Роман Якобсон.
С 1923 года существовал Русский народный университет (позднее Русский свободный университет, Русская ученая академия, снова РСУ).
См. также Русский юридический факультет в Праге.

## Чехословакия после Второй мировой войны
В 1946 году прекратил деятельность, а в 1949 году был ликвидирован Русский свободный университет.
Центральная группа войск была расквартирована в Чехословакии с 1968 по 1991 год в городе Миловице в 35 километрах от Праги.

## Период после распада Чехословакии
Существуют русские школы и газеты, крупнейшая из последних — «Информ Прага». Половина приезжающих в Чехию русских, по статистике, имеет высшее образование.
| Год          | 2003   | 2004   | 2005   | 2006   | 2007   | 2008   | 2009   | 2010   | 2011   | 2012   |
| ------------ | ------ | ------ | ------ | ------ | ------ | ------ | ------ | ------ | ------ | ------ |
| Вся ЧР       | 12 605 | 14 747 | 16 627 | 18 954 | 23 278 | 27 178 | 30 395 | 31 941 | 32 376 | 32 961 |
| Карловы Вары | 929    | 1 198  | 1 199  | 1 393  | 1 753  | 2 173  | 2 433  | 2 571  | 2 430  | 1 981  |
| Прага        | 6 428  | 7 495  | 8 588  | 9 782  | 13 055 | 15 468 | 17 509 | 18 703 | 19 587 | 20 160 |